# Velika nagrada Danske 1961
Velika nagrada Danske 1961 je bila sedemnajsta neprvenstvena dirka Formule 1 v sezoni 1961. Odvijala se je 26. in 27. avgusta 1961 na dirkališču Roskildering.

## Dirka
| Poz | Dirkač                  | Moštvo                    | Konstruktor   | Čas/Odstop     | Št. mesto |
| --- | ----------------------- | ------------------------- | ------------- | -------------- | --------- |
| 1   | Stirling Moss           | UDT Laystall Racing Team  | Lotus-Climax  | 59:28.5        | 1         |
| 2   | Innes Ireland           | Team Lotus                | Lotus-Climax  | + 1:14.0 s     | 5         |
| 3   | Roy Salvadori           | Yeoman Credit Racing Team | Cooper-Climax | + 2:06.8 s     | 6         |
| 4   | Henry Taylor            | UDT Laystall Racing Team  | Lotus-Climax  | + 2:53.9 s     | 4         |
| 5   | Tim Parnell             | Tim Parnell               | Lotus-Climax  | + 3:19.4 s     | 7         |
| 6   | Keith Greene            | Gilby Engineering         | Gilby-Climax  | + 4:31.6 s     | 10        |
| 7   | Jim Clark               | Team Lotus                | Lotus-Climax  | 60 krogov      | 11        |
| Ods | John Surtees            | Yeoman Credit Racing Team | Cooper-Climax | Motor          | 3         |
| Ods | Jack Brabham            | Jack Brabham              | Cooper-Climax | Menjalnik      | 2         |
| Ods | Masten Gregory          | UDT Laystall Racing Team  | Lotus-Climax  | Menjalnik      | 8         |
| Ods | Carel Godin de Beaufort | Ecurie Maarsbergen        | Porsche       | Pnevmatika     | 9         |
| WD  | Lucien Bianchi          | Equipe Nationale Belge    | Lotus-Climax  | Brez dirkalnka | -         |